# Gassin
Gassin (en francès Gassin) és un municipi francès situat al departament del Var i a la regió de Provença – Alps – Costa Blava.

## Demografia
| 1962                                       | 1968  | 1975  | 1982  | 1990  | 1999  | 2006  |
| ------------------------------------------ | ----- | ----- | ----- | ----- | ----- | ----- |
| 804                                        | 1.107 | 1.519 | 2.017 | 2.622 | 2.710 | 3.303 |
| Des de 1962: població sense dobles comptes |       |       |       |       |       |       |

## Administració
| Període | Identitat    | Partit |
| ------- | ------------ | ------ |
| 2008-   | Yvon Zerbone |        |

## Personatges il·lustres
- Emmanuelle Béart, actriu
- Inès de La Fressange, model.
- David Ginola, futbolista i actor
- Sarah Biasini, actriu, nascuda el 21 de juliol de 1977 a Gassin, filla de Romy Schneider i Daniel Biasini.
- Thomas Vaubourzeix, ciclista